# 丸尾充
丸尾 充（まるお みつる、1948年11月15日 - 2016年6月4日）は、日本の元バスケットボール選手。元日本バスケットボールリーグ理事長。元日鉄住金鋼管社長。

## 略歴・人物
1967年、静岡県立静岡高等学校卒業。慶応義塾大学商学部を卒業後の1971年、住友金属工業に入社。
大学1年からレギュラーとして活躍。大学3年の春、関東大学トーナメント大会で優勝。大学4年の1970年には、ユニバーシアードトリノ大会に日本代表選手として出場。1971年から1985年まで東南アジア、オーストラリアなど海外に遠征し、住友金属工業バスケットボール部で日本リーグ、オールジャパンに各4回計8回優勝。
2008年、日鉄住金鋼管社長に就任。
2011年に日本バスケットボール協会副会長。2013年７月に日本バスケットボールリーグ（リーグ名称はナショナル・バスケットボール・リーグ＝NBL）発足と同時に同リーグ理事長に就任。2014年10月、日本バスケットボール協会会長職務代行。

## 経歴
選手歴
- 静岡高校 - 慶應大 - 住友金属工業